# Othman Batikh

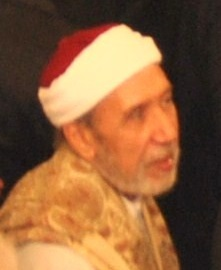
Othman Battikh (2011)

Othman Batikh (arabisch عثمان بطيخ, DMG ʿUṯmān Baṭṭīḫ, * 17. April 1941 in Tunis; † 25. Oktober 2022 ebenda) war ein tunesischer Geistlicher und islamischer Rechtsgelehrter (Mufti). Er war Minister für religiöse Angelegenheiten und ab 2016 (zum zweiten Mal nach 2008 bis 2013) Mufti der Republik in Tunesien.

## Leben
Othman Batikh, Sohn eines Barbiers, erlangte einen Abschluss in Rechtswissenschaft und den Doktorgrad der Theologie an der religiösen Universität Ez-Zitouna, wo er von 1981 bis 2011 auch lehrte. Zuvor hatte er als Richter an einem erstinstanzlichen Gericht in Tunis gearbeitet. 2001 bis 2006 war er Berater des autokratischen tunesischen Präsidenten Ben Ali in religiösen Belangen und gehörte damit zur vorrevolutionären Elite.
Batikh war von 2008 bis 2013, also während der revolutionären Umbruchphase, Mufti der Republik Tunesien, die höchste muslimische Autorität des Landes. Anlässlich der Selbstverbrennungen von jungen Tunesiern während der Revolution erklärte er im Januar 2011, dass der Koran Selbstmord verbiete. Batikh galt als gemäßigter Vertreter, der öffentlich äußerte, wer bei Wahlen Salafisten unterstütze, sei nicht bei Verstand, und als die Regierung der gemäßigt islamistischen Ennahda Anfang 2012 in die Kritik eines zu laxen Umgangs mit radikalen Islamisten geriet, verkündete er im Radio, Tunesien brauche keine extremistischen Prediger aus dem Ausland. Sein Nachfolger im Amt wurde Hamda Saïd.
Vom 6. Februar 2015 bis zu seiner Ablösung im Zuge einer Kabinettsumbildung am 11. Januar 2016 war Batikh Minister für religiöse Angelegenheiten der Republik Tunesien im Kabinett Essid. Am 12. Januar 2016 wurde Batikh erneut zum Mufti der Republik ernannt. Er starb am 25. Oktober 2022 im Alter von 81 Jahren in einem Militärkrankenhaus in Tunis.